# Tursköpsskogens naturreservat
Tursköpsskogens naturreservat är ett naturreservat i Helsingborgs kommun i Skåne län.
Området är skyddat sedan 2021 och är 31 hektar stort. Det är beläget  väster om Kattarp och består av ädellöv- och lövsumpskog.